# Oleg Fiedosiejew
Oleg Gieorgijewicz Fiedosiejew, ros. Олег Георгиевич Федосеев (ur. 4 czerwca 1936 w Moskwie, zm. 14 czerwca 2001) – rosyjski lekkoatleta startujący w barwach Związku Radzieckiego, trójskoczek i skoczek w dal, medalista olimpijski z 1964, były rekordzista świata.
Początkowo specjalizował się w skoku w dal. Wystąpił w tej konkurencji na igrzyskach olimpijskich w 1956 w Melbourne, gdzie zajął w finale 8. miejsce. Na mistrzostwach Europy w 1958 w Sztokholmie również zajął 8. miejsce w skoku w dal.
3 maja 1959 w Nalczyku Fiedosiejew ustanowił rekord świata w trójskoku wynikiem 16,70 m, poprawiając poprzedni należący do Olega Riachowskiego o 11 cm. Rekord ten został poprawiony przez Józefa Szmidta, który 5 sierpnia 1960 w Olsztynie skoczył na odległość 17,03 cm.
Fiedosiejew zdobył brązowy medal w trójskoku na mistrzostwach Europy w 1962 w Belgradzie, przegrywając jedynie ze Szmidtem i swym kolegą z reprezentacji ZSRR Władimirem Goriajewem. Na igrzyskach olimpijskich w 1964 w Tokio zdobył srebrny medal w tej konkurencji, przegrywając tylko z Józefem Szmidtem, a przed swym rodakiem Wiktorem Krawczenko.
Był mistrzem ZSRR w skoku w dal w 1956 i 1958, w trójskoku w 1959 oraz w sztafecie 4 × 100 metrów w 1962, wicemistrzem w trójskoku w 1964, a także brązowym medalistą w skoku w dal w 1959 oraz w trójskoku w 1955, 1962 i 1965. Był halowym mistrzem ZSRR w trójskoku w 1964.
Rekordy życiowe Fiedosiejewa:
- trójskok – 16,70 m (3 maja 1959, Nalczyk)
- skok w dal – 7,77 m (16 maja 1959, Moskwa)